# Intelsat 904
O Intelsat 904 (IS-904) é um satélite de comunicação geoestacionário construído pela Space Systems/Loral (SS/L). Ele está localizado na posição orbital de 60 graus de longitude oeste e é operado pela Intelsat. O satélite foi baseado na plataforma LS-1300HL e sua vida útil estimada era de 13 anos.

## Lançamento
O satélite foi lançado com sucesso ao espaço no dia 23 de fevereiro de 2002, às 06:59 UTC, por meio de um veículo Ariane-44L H10-3 a partir do Centro Espacial de Kourou na Guiana Francesa. Ele tinha uma massa de lançamento de 4725 kg.

## Capacidade e cobertura
O Intelsat 904 é equipado com 44 transponders em Banda C e 12 em Banda Ku para prestar radiodifusão, serviços de negócios, transmissão TV direct-to-home, telecomunicações, redes VSAT, fornecer televisão, dados e outros serviços de telecomunicações. Com cobertura sobre a parte ocidental da Europa e partes da Ásia e Austrália.